# Challenger de Nonthaburi
El Nonthaburi Challenger es un torneo profesional de tenis. Pertenece al ATP Challenger Tour. Se juega desde el año 2022 sobre pistas de dura, en Nonthaburi, Tailandia.

## Palmarés

### Individuales
| Año      | Campeón           | Finalista          | Resultado        |
| -------- | ----------------- | ------------------ | ---------------- |
| 2022-I   | Valentin Vacherot | Lý Hoàng Nam       | 6–3, 7–6(4)      |
| 2022-II  | Arthur Cazaux     | Omar Jasika        | 7–6(6), 6–4      |
| 2022-III | Stuart Parker     | Arthur Cazaux      | 6–4, 4–1, retiro |
| 2023-I   | Dennis Novak      | Wu Tung-lin        | 6–4, 6–4         |
| 2023-II  | Arthur Cazaux     | Lloyd Harris       | 7–6(5), 6–2      |
| 2023-III | Sho Shimabukuro   | Arthur Cazaux      | 6–2, 7–5         |
| 2024-I   | Valentin Vacherot | Lucas Pouille      | 3–2 ret.         |
| 2024-II  | Valentin Vacherot | Manuel Guinard     | 7–5, 7–6(4)      |
| 2024-III | Matteo Gigante    | Hong Seong-chan    | 6–4, 6–1         |
| 2024-IV  | Wu Tung-lin       | Mackenzie McDonald | 6–3, 7–6(4)      |
| 2025-I   | Aslan Karatsev    | Grégoire Barrère   | 7–6(5), 7–5      |
| 2025-II  | Rio Noguchi       | Cui Jie            | 7–6(9), 6–2      |
| 2025-III | Brandon Holt      | Vít Kopřiva        | 6–3, 6–2         |

### Dobles
| Año      | Campeones                       | Finalistas                                 | Resultado            |
| -------- | ------------------------------- | ------------------------------------------ | -------------------- |
| 2022-I   | Evgeny Donskoy Alibek Kachmazov | Nam Ji-sung Song Min-kyu                   | 6–3, 1–6, [10–7]     |
| 2022-II  | Benjamin Lock Yuta Shimizu      | Francis Alcantara Christopher Rungkat      | 6–1, 6–3             |
| 2022-III | Chung Yun-seong Ajeet Rai       | Francis Alcantara Christopher Rungkat      | 6–1, 7–6(6)          |
| 2023-I   | Marek Gengel Adam Pavlásek      | Robert Galloway Hans Hach Verdugo          | 7–6(4), 6–4          |
| 2023-II  | Yuki Bhambri Saketh Myneni      | Christopher Rungkat Akira Santillan        | 2–6, 7–6(7), [14–12] |
| 2023-III | Nam Ji-sung Song Min-kyu        | Jan Choinski Stuart Parker                 | 6–4, 6–4             |
| 2024-I   | Arthur Fery Joshua Paris        | Pruchya Isaro Maximus Jones                | 6–2, 7–5             |
| 2024-II  | Manuel Guinard Grégoire Jacq    | Francis Alcantara Sun Fajing               | 6–4, 7–6(5)          |
| 2024-III | Luke Johnson Skander Mansouri   | Rithvik Choudary Bollipalli Niki Kaliyanda | 7–5, 6–4             |
| 2024-IV  | Blake Ellis Adam Walton         | Rithvik Choudary Bollipalli Niki Kaliyanda | 3–6, 7–5, [10–8]     |
| 2025-I   | Kokoro Isomura Rio Noguchi      | Zdeněk Kolář Neil Oberleitner              | 7–6(3), 7–6(9)       |
| 2025-II  | Ray Ho Neil Oberleitner         | Daniel Cukierman Joshua Paris              | 6–4, 7–6(5)          |
| 2025-III | Ray Ho Neil Oberleitner         | Pruchya Isaro Wang Aoran                   | 6–3, 6–4             |